# Lago Jackson
Il lago Jackson è situato nel nord-ovest dello Stato del Wyoming, Stati Uniti d'America entro i confini del parco nazionale del Grand Teton.
Il lago è di origine naturale ma la sua attuale altezza, maggiore di 10 metri rispetto a quella naturale, è dovuta alla costruzione di una diga, avvenuta nel 1911. Le acque del lago sono utilizzate dagli agricoltori del vicino Stato dell'Idaho per l'irrigazione. Il lago si è formato in seguito al ritiro di un grande ghiacciaio che scendeva dalla vicina catena montuosa delle Teton Range ed è ancora alimentato dal deflusso dei piccoli ghiacciai che si trovano sulle cime di quelle montagne. Il principale apporto d'acqua è dovuto al fiume Snake, che scorre da nord. Il lago Jackson è uno dei più grandi laghi d'alta quota degli Stati Uniti, trovandosi ad un'altitudine 2.064 metri sul livello del mare. Il lago è lungo circa 25 km, largo circa 11,25 km e raggiunge una profondità massima di 134 metri. L'acqua del lago mantiene una temperatura media inferiore ai 16 °C anche durante i mesi estivi più caldi. Durante l'inverno può congelare formando uno strato di ghiaccio superiore ai 1,8 metri.
Numerose le specie di pesci abitano il lago comprese la trota (Salmo trutta), la trota di lago americana (Salvelinus namaycush) e la trota fario (Oncorhynchus clarkii), così come esocidi e salmoni.
Ci sono alcune isole nel lago, tra cui Danahoe Point, che può essere vista dalla strada.
Il John D. Rockefeller, Jr. Memorial Parkway si trova vicino alla sponda nord del lago Jackson e si estende verso l'ingresso sud del parco nazionale di Yellowstone. Una serie di sentieri si connettono con i tracciati del parco nazionale del Grand Teton, che seguono la sponda orientale del lago e consentono l'accesso per le attività nautiche e per la pesca. Ci sono diversi porti turistici lungo la costa orientale. Lungo la sponda occidentale del lago si trovano soltanto dei sentieri ed alcuni campeggi.